# سانت‌اورسته
سانت‌اورسته (به ایتالیایی: Sant'Oreste) یک کومونه در ایتالیا است که در استان رم واقع شده‌است. سانت‌اورسته ۴۴٫۰ کیلومتر مربع مساحت و ۳٬۸۹۰ نفر جمعیت دارد و ۴۲۰ متر بالاتر از سطح دریا واقع شده‌است.

## خواهرخوانده
شهر یاش خواهرخواندهٔ سانت‌اورسته هست.